# Pëtr Markovič Abovin-Egides
Pëtr Markovič Abovin-Egides (in russo Пётр Маркович Абовин-Егидес?; Kiev, 15 settembre 1917 – Mosca, 13 maggio 1997) è stato un filosofo russo.

## Biografia
Il padre di Abovin-Egides venne fucilato e il piccolo figlio, che all'epoca aveva tre anni, dopo poco tempo finì in orfanotrofio. Nel 1936, Pëtr Markovič Abovin-Egides fece il suo ingresso nella facoltà di Filosofia dell'Istituto moscovita. Andò al fronte come volontario, venne ferito gravemente e poi fatto prigioniero: riuscì a fuggire ma, in seguito all'arresto, trascorse otto anni nei lager di Vorkut.
Nel 1949 ritornò a Mosca e iniziò a lavorare come insegnante in un istituto magistrale; nel 1953 divenne presidente del kolchoz dell'oblast' di Leningrado. Dal 1959 tornò all'insegnamento e alla ricerca scientifica. Dal 1967 iniziò a partecipare attivamente ai movimenti per la salvaguardia dei diritti, per poi venire condotto al ricovero coatto in un ospedale psichiatrico. Nel 1978 iniziò, insieme ai suoi compagni, a curare come samizdat la rivista Poiski, che cessò le sue pubblicazioni sul finire del 1980: in questo periodo uscirono otto numeri, stampati in copie di 20-30 esemplari. Ebbero luogo nella rivista i tentativi di un dialogo aperto e teorico con le autorità alle redini del governo sovietico. Condannato all'esilio nel 1980, trascorse la sua esistenza a Parigi.
All'inizio degli anni '90 Abovin-Egides si recava spesso in Russia, tenendo lezioni e avvicinando i gruppi neosocialisti dell'era post-sovietica. Nelle elezioni della Duma del 1995 si candidò nelle file del Partito dell'autonomia dei lavoratori capeggiato da Svjatoslav Nikolaevič Fëdorov.

## Il pensiero
Abovin-Egides fu uno dei primi studiosi di matrice sovietica a sostenere che nella stessa Unione Sovietica non esisteva un vero socialismo ma una simbiosi tra sistema schiavistico di stato e feudalesimo intrecciati ad elementi di capitalismo statale. Nell'elaborare una simile configurazione, fu uno dei pochi che arrivarono alle conclusioni di una necessità di separazione tra socialismo e stalinismo. Per ciò che riguardava il socialismo, Abovin-Egides considerava fondamentali i suoi caratteri di libertà, autogestione e democrazia.

## Scritti principali
- …anche colpa mia. In ricordo di tutti coloro che parteciparono ai movimenti democratici in Unione Sovietica (...i moja vina. Memorandum bsem, kto zainteresovan b demokratičeskom dviženii b CCCP), (Parigi, 1987)
- Attraverso l'inferno: alla ricerca di una terza via (Ckvoz' ad: «b poiskax tret'ego puti»), (Mosca, 1991)
- Manifesto dei partigiani dell'autonomia dei lavoratori (Kak každomu stat' bogatym. Manifest storonnikov camoupravlenija trudjaščixcja (proekt)), (Mosca-Parigi, 1994)
- L'uomo medio in Russia. Verso il praticismo di Svjatoslav Feodorov dal criticismo di Aleksandr Solženicyn (Samyj normal'nyj čelovek v Rossii. K prakticizmu Svjatoslava Feodorova ot kriticizma Aleksandra Solženicyna), (Mosca-Parigi, 1996; Mosca, 1996)
- Un filosofo nel kolkos (Filosof v kolxoze), (Mosca, 1998)